# Rhyncaphytoptus salicisglaucae
Rhyncaphytoptus salicisglaucae är en spindeldjursart som beskrevs av Roivainen 1950. Rhyncaphytoptus salicisglaucae ingår i släktet Rhyncaphytoptus, och familjen Diptilomiopidae. Arten är reproducerande i Sverige.